# Chukaimina
Chukaimina pleme Mariposan Indijanaca iz skupine Kings River Yokutsa, nekad naseljeno (prema Powersu) u dolini Squaw Valley kod Mill Creeka u okrugu Fresno, Kalifornija. Swanton od njihovih sela spominje dva, to su Dochiu (na sjevernom rubu doline), i Mashtinau na istočnoj strani doline.
Etnograf C. H. Merriam u okrugu 1903. nalazi nekoliko obitelji.